# Florinel Coman
Pour les articles homonymes, voir Coman.
Florinel Coman, né le 10 avril 1998 à Brăila en Roumanie, est un footballeur international roumain qui évolue au poste d'ailier gauche à Al-Gharafa SC.

## Biographie

### Viitrolul Constanta
Né à Brăila en Roumanie, Florinel Coman débute en professionnel avec le club du Viitorul Constanța qui lui donne sa chance le 18 avril 2015, en le faisant jouer son premier match face à l'Astra Giurgiu, en championnat (victoire 2-0). Il ne joue qu'un match cette saison là, puis quelques-uns la saison suivante. C'est lors de la saison 2016-2017 qu'il s'impose véritablement dans l'équipe. Il marque son premier but le 14 août 2016, face à l'ASA Târgu Mureș. Son équipe s'impose par 3 buts à 1.

### Steaua Bucarest
Alors qu'il était notamment suivi par le Benfica Lisbonne, Florinel Coman s'engage avec le Steaua Bucarest pour 2,65 millions d'euros le 21 août 2017, alors que la saison est déjà entamée dans le championnat roumain. Le 9 septembre 2017, il joue son premier match avec le Steaua contre son ancien club. Son équipe perd le match (1-0). Le 22 octobre 2017, il marque ses deux premiers buts avec le Steaua, lors d'une large victoire 7 à 0 des siens face à l'ACS Poli Timișoara.

### En sélection nationale
Avec les moins de 17 ans, il est l'auteur d'un triplé contre le Danemark en septembre 2014. Trois jours plus tard, il inscrit un but contre Andorre. Ces deux rencontres rentrent dans le cadre des éliminatoires du championnat d'Europe des moins de 17 ans 2015. Au total, Coman joue six matchs et marque quatre buts avec les moins de 2017 entre 2014 et 2014.
Par la suite, avec les moins de 19 ans, il inscrit un doublé contre l'équipe de Saint-Marin en octobre 2016. Cette rencontre rentre dans le cadre des éliminatoires du championnat d'Europe des moins de 19 ans 2017.
Le 24 mars 2017, Florinel Coman reçoit sa première sélection avec l'équipe de Roumanie espoirs face à la Russie, où les Roumains s'inclinent lourdement sur le score de 5-1. Le 1er septembre 2017, il marque son premier but en faveur des espoirs, lors d'une victoire 1-3 face à la Bosnie-Herzégovine.
Florinel Coman honore sa première sélection avec l' équipe nationale de Roumanie le 12 octobre 2019 face aux îles Féroé. Il est titularisé lors de ce match remporté par son équipe sur le score de trois buts à zéro.
Le 5 octobre 2023, Coman inscrit son premier but avec la Roumanie, lors d'une rencontre comptant pour les éliminatoires de l'Euro 2024, face à Andorre. Il est titularisé et participe à la victoire de son équipe (4-0 score final).
Il est retenu dans la liste des 26 joueurs roumains du sélectionneur Edward Iordănescu pour participer à l'Euro 2024.

## Palmarès
Viitorul Constanța
- Champion de Roumanie (1)
  - Vainqueur : 2016-17.

 FCSB
- Championnat de Roumanie (1)
  - Champion : 2024
- Coupe de Roumanie (1) :
  - Vainqueur : 2019-20.